# Thyrsanthera suborbicularis
Thyrsanthera suborbicularis är en törelväxtart som beskrevs av Jean Baptiste Louis Pierre och François Gagnepain. Thyrsanthera suborbicularis ingår i släktet Thyrsanthera och familjen törelväxter. Inga underarter finns listade i Catalogue of Life.